# 'O paese d' 'o sole
'O paese d' 'o sole è un brano musicale italiano del 1925, scritto da Vincenzo D'Annibale e Libero Bovio.

Tra le massime espressioni dei tempi d'oro della canzone napoletana, il brano è stato eseguito da alcuni dei più celebri cantanti di tutti i tempi, tra i quali si annoverano sia  gli specialisti del repertorio napoletano (Roberto Murolo, Mario Abbate, Miranda Martino, Giacomo Rondinella, Bruno Venturini, i solisti dell'Orchestra Italiana di Renzo Arbore), sia i non specialisti  (Luciano Pavarotti, Claudio Villa, Al Bano Giuseppe Di Stefano, Mario Del Monaco).

## Testo
ca quase quase me mettesse a chiagnere

pe 'sta felicità.

Ma è overo o nunn'è overo,

ca so' turnato a Napule? 

Ma è overo ca sto' cca? 

'O treno steva ancora 'int' â stazzione, 

quanno aggio 'ntiso 'e primme manduline.

Chist'è 'o paese d' 'o sole,

chist'è 'o paese d' 'o mare, 

chist'è 'o paese addó tutt' 'e pparole,

so' doce e so' amare, 

so' sempe parole d'ammore!

'Sta casa piccerella,

'sta casarella mia 'ncopp'a Posillico, luntano 

chi t' 'a dà,

'sta casa puverella, tutta addurosa (e) nepeta, se putarria pittà,

accà 'nu giardiniello sempe 'nfiore e de rimpetto 'o mare, sulo mare:

Chist'è 'o paese d' 'o sole,

chist'è 'o paese d' 'o mare, 

chist'è 'o paese addó tutt' 'e pparole

so' doce e so' amare, 

so' sempe parole d'ammore!

Tutto, tutto è destino!

Comme putevo fà furtuna all'estero

s'io voglio campà cca? 

Mettite 'nfrisco 'o vino!

Tanto ne voglio vévere, 

ca mm'aggia 'mbriacà. 

Dint'a sti qquatto mure io sto' cuntento,

mamma mme sta vicino e nénna canta:

Chist'è 'o paese d' 'o sole,

chist'è 'o paese d' 'o mare, mi

chist'è 'o paese addó tutt' 'e pparole

so' doce e so' amare, 

so' sempe parole d'ammore!»